# Sikorsky S-42

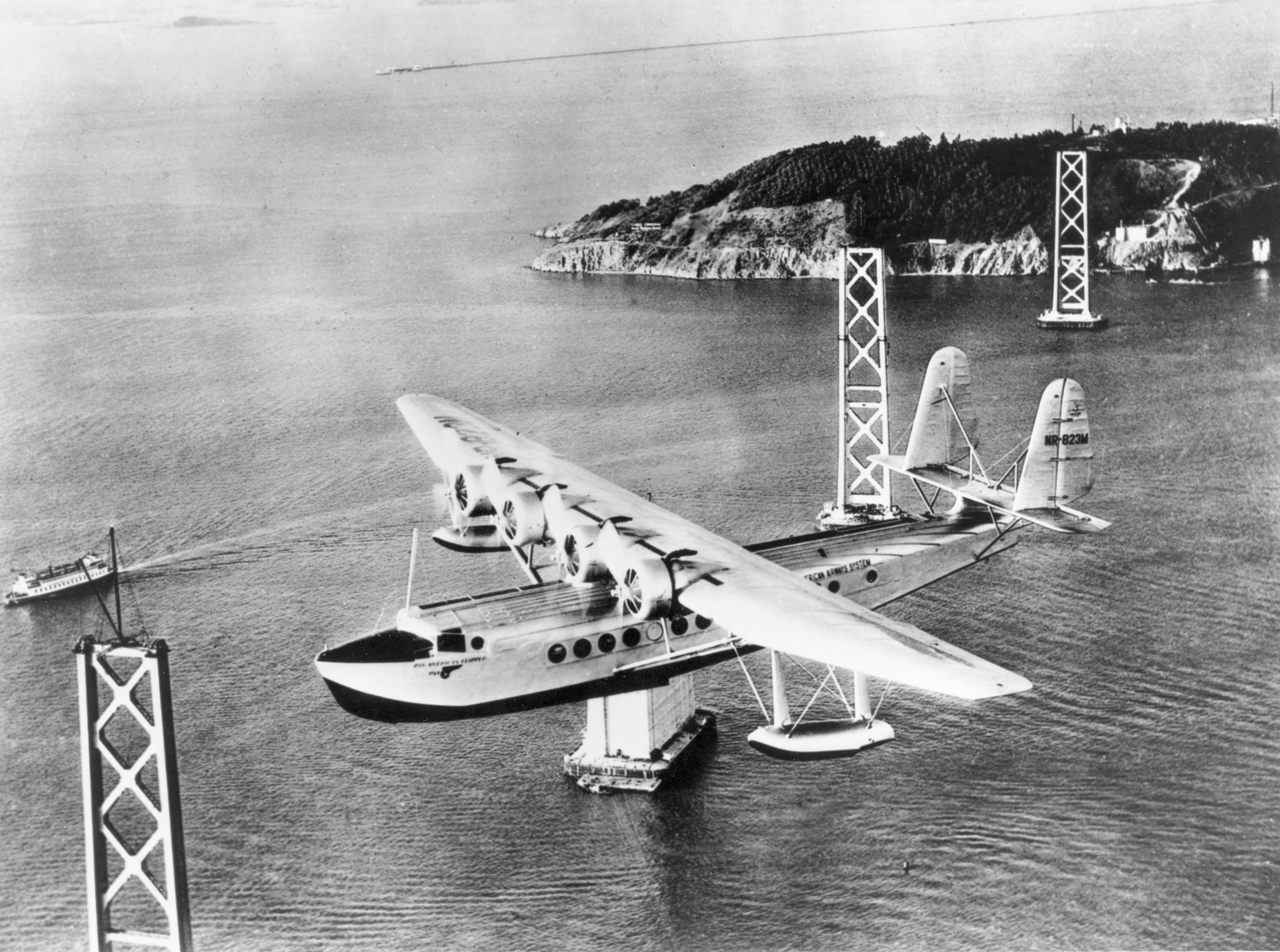
Die S-42 „Brazilian Clipper“ über der im Bau befindlichen San Francisco-Oakland Bay Bridge, 1934

Die Sikorsky S-42 war ein viermotoriges Flugboot der US-amerikanischen Sikorsky Aircraft Corporation, das von der Pan Am unter der Bezeichnung „Clipper“ in den 1930er und 1940er Jahren auf verschiedenen Langstreckenrouten, unter anderem auf der Strecke San Francisco – Hawaii, eingesetzt wurde.

## Geschichte
Die S-42 entstand aus dem Wunsch des damaligen Pan-Am-Gründers und Vorstandsvorsitzenden Juan Trippe, ein Flugzeug für große Reichweiten mit hohem Komfort zu bauen, das mit den luxuriösen Passagierschiffen konkurrieren konnte.
Der Prototyp Brazilian Clipper (1937 in „Colombia Clipper“ umbenannt) absolvierte seinen Erstflug am 30. März 1934 und brach alle bestehenden Rekorde für Passagierflugzeuge (Geschwindigkeit, Reichweite, Nutzlast und Reiseflughöhe) und läutete zusammen mit den anderen Clipper-Flugbooten Boeing 314 und Martin M-130 eine neue Ära des Langstreckenfluges ein.
Zusammen mit den modifizierten Versionen S-42-A (vier Maschinen) und S-42-B (drei Maschinen) wurden zehn Flugboote gebaut. Der Anschaffungspreis einer Maschine betrug 242.000 US-Dollar. Sechs Maschinen verlor Pan Am bei Flugunfällen. Die letzten Exemplare wurden 1946 verschrottet.

## Technische Daten
| Kenngröße             | Daten S-42-A                                      |
| --------------------- | ------------------------------------------------- |
| Besatzung             | 4                                                 |
| Passagiere            | 32                                                |
| Länge                 | 20,73 m                                           |
| Spannweite            | 34,80 m                                           |
| Höhe                  | 5,30 m                                            |
| Flügelfläche          | 124,50 m²                                         |
| Flügelstreckung       | 9,7                                               |
| Leermasse             | 10.900 kg                                         |
| Startmasse            | 17.230 kg                                         |
| Reisegeschwindigkeit  | 265 km/h                                          |
| Höchstgeschwindigkeit | 303 km/h                                          |
| Dienstgipfelhöhe      | 5000 m                                            |
| Reichweite            | 1900 km                                           |
| Triebwerke            | 4 × Pratt & Whitney R-1690-52, je 750 PS (559 kW) |